# 中村宏治
中村 宏治（なかむら こうじ、1947年10月5日 - ）は、日本の写真家。

## 人物
東京都新宿区出身。京華高等学校卒業。
水中写真の第一人者であり、テレビや映画、CMなどのシネマトグラファーでもある。
学生時代にスクーバダイビングを始め、水中撮影と海洋生物の権威、益田一に師事。伊豆海洋公園をベースに、海を学ぶ。
学研百科編集部で図鑑編集に従事、29歳でフリーランスカメラマンとなる。
1978年、30歳の時、日本水中映像（株）を設立。 雑誌、書籍、映画、テレビ、CM、大型展示映像等、あらゆる分野の水中映像で、多くの作品を手がける。
1981年佐賀県鷹島において元寇海底遺跡を調査撮影。 ナショナル･ジオグラフィック･マガジン1982年11月号「The Lost Fleet of Kublai Khan」を撮影担当する。
1985年日本水中映像株式会社　代表取締役社長に就任。
1989年「駿河湾」の深海から水面までを調査撮影する海外共同プロジェクトをプロデュース。 フランス国立海洋開発研究所の深海潜水艇ノチールに搭乗し、水深1000m付近で深海ザメの撮影に成功し、ナショナル・ジオグラフィック・マガジン1990年10月号に掲載される。 また、プロジェクトで撮影された映像はTBSドキュメンタリー番組「ギミアブレイク」で放送された。
1994年～2004年までカナダ人映像アーティストGregory Colbert氏による芸術映像展示 「Ashes and Snow」展の水中動画･水中スチルを担当。 ベネチア・ニューヨーク・サンタモニカ・東京・メキシコシティ等の特設会場で各100日間公開され、全世界で1000万人以上の人々に鑑賞された。
2013年ロンドン自然史博物館の要請でWildlife Photographer of the Year 2013の審査員をつとめる。
現在、日本水中映像株式会社　代表取締役会長。

## 主な作品

### 書籍
・『サメが生まれた』 (新日本出版社)
・『さかなの街―社会行動と産卵生態』（東海大学出版会）
・『海を楽しむ (子どもとはじめる自然冒険図鑑８)』（岩波書店）
・『海の扉をたたいてごらん』 (扶桑社文庫)
・『海底楽園』（海游舎）
・『アザラシのカンニングペーパー』（マリン企画）
・『アザラシのカンニングペーパー・リローデッド』（iBooks）
・『コブダイ・弁慶の海』（そうえん社）
・『サンゴの森』（そうえん社）
・『ムラサキダコ〜海からあらわれるマントの怪人〜』（フレーベル館）

### DVD、ビデオパッケージ
・『DVDブック　さかなの街１・２・３巻』（東海大学出版会）
・『日本海水魚図鑑』（山と溪谷社）
・『中村宏治の海中探訪 ちょっと底まで』（TBS）
・『地球最大の動物 シロナガスクジラに迫る』（BMG JAPAN）
・『プラネット・イン・ブルー 青い海の惑星・もうひとつの宇宙』（シンフォレスト）
・『日本の海水魚 DVD映像図鑑』（シンフォレスト）
・『エンドレス・ブルー/世界屈指の海中に広がる楽園』（シンフォレスト）
・『シークレット・ブルー 青い海のヒーリングシアター』（シンフォレスト）
・『海の森林浴 フォレスト・イン・ブルー』（シンフォレスト）

### 映画
・『ラッコ物語』（東宝）
・『マリリンに逢いたい』（日活）
・『彼女が水着にきがえたら』（東宝）
・『リトル・シンドバット／小さな冒険者たち』（東映）
・『大病人』（東宝）
・『男はつらいよ寅次郎紅の花』（松竹）
・『Ashes and Snow』（監督：グレゴリー・コルベール）

### CM
・日立『サテラAI』
・大月真珠
・日本興業銀行『泳ぐ象』
・郵便貯金『夏のボーナス』

### 展示映像
・八景島シーパラダイス 　オムニマックスシアター
・おしかホエールランド　立体映像
・東海大学海洋科学博物館　立体映像

### TV番組
・生きもの地球紀行 伊豆半島ー漁港の海底に生命の輝きを見た (NHK)
・生きもの地球紀行 ロシア沿岸地方―ホッケの大群が押しよせる島 (NHK)
・生きもの地球紀行 伊豆半島・城ヶ崎海岸　不思議！港から出勤する魚たち (NHK)
・地球!ふしぎ大自然 イカがタコになったわけ (NHK)
・ハイビジョン特集　日本人カメラマン野生に挑む・中村宏治　世界最大の動物シロナガスクジラに迫る (NHK)
・わくわく動物ランド (TBS)
・筑紫哲也 NEWS23 “ちょっと底まで”シリーズ (TBS)
・神々のいたずら　ドミニカ島 (TBS)
・発見！平成・海の細道 (BS-TBS)
・イルカがおしえてくれたこと (TBS・ハイビジョン放送)
・くじらのいる海 (TBS・ハイビジョン放送)
・新潟！海の国ふしぎ旅 (新潟放送 創立55周年記念番組)
・情熱大陸　中村宏治編 (毎日放送)
・IN THE SHADOW OF MT. FUJI (BBC)
・海底楽園物語　全26本 (放送番組センター)

### テレビ番組出演
・嵐ツボ (2017年、フジテレビ) VTR出演
・関ジャニの仕分け∞ ホントにすごい生き物仕分けサミット (2014年、テレビ朝日) スタジオ出演
・海の日特集　海鳥が飛び　クジラが舞う　驚異の大集結 (2013年、NHK BS) スタジオ出演
・エルムンド (2011年、NHK BS) スタジオ出演
・ワイルドライフ　海の日スペシャル　地球丸ごと　海の生きもの大集結 (2011年、NHK BS) スタジオ出演
・人生が変わる1分間の深イイ話 (2010年、日本テレビ) スタジオ出演
・ワイルドライフ 動物カメラマン・免許皆伝！ 沖縄 サンゴの海 魚の楽園に迫る (2010年、NHK BS)
・スマイル四国 海のちから (2010年、NHK) スタジオ出演
・世界一受けたい授業 (2009年、日本テレビ) スタジオ出演

### ラジオ
- サントリー・サタデー・ウェイティング・バー AVANTI (2013年、TOKYO FM) 声の出演

## 参考
1. ↑  “中村宏治 / 日本水中映像”. www.juf.co.jp. 2022年2月16日閲覧。
2. ↑  “「Deep of Wonder──不思議な深海の生き物たち」を開催！”. 東京ズーネット TOKYO ZOO NET. 2022年2月16日閲覧。
3. ↑  『サメが生まれた』新日本出版社、1981年。ISBN 4-406-00823-3。
4. ↑   Sakana no machi. Jack T. Moyer, Kōji Nakamura, 宏治 中村. 東海大学出版会. (1994). ISBN 4-486-01296-8. OCLC 674352193
5. ↑   Kodomo to hajimeru shizen bōken zukan. 8, Umi o tanoshimu. Jack T. Moyer, Kōji Nakamura, 宏治 中村. 岩波書店. (1994). ISBN 4-00-115298-3. OCLC 673467716
6. ↑   Umi no tobira o tataitegoran. Ritsuko Tanaka, Kōji Nakamura, 律子 田中, 宏治 中村. 扶桑社. (1994). ISBN 4-594-01478-X. OCLC 674450670
7. ↑   Kaitei rakuen. Kōji Nakamura, 宏治 中村. 海游舎. (1995). ISBN 4-905930-80-4. OCLC 675282446
8. ↑   Azarashi no kanningu pēpā : Beautiful moment. Kōji Nakamura, 宏治 中村. マリン企画. (1991). ISBN 4-89512-123-2. OCLC 674719906
9. ↑   (日本語) あざらしのカンニングペーパー・リローディッド
10. ↑   Kobudai benkei no umi. Kōji Nakamura, 宏治 中村. Tōkyō: Sōensha. (2007). ISBN 978-4-88264-321-0. OCLC 675114160
11. ↑  Nakamura, Kōji; なかむらこうじ. (2007). Sango no mori. Katherine Muzik. [Tokyo]: Sōensha. ISBN 978-4-88264-322-7. OCLC 228032727
12. ↑   Murasakidako : Umi kara arawareru manto no kaijin.. Koji Nakamura, Takashi Okutani, 宏治 中村, 喬司 奥谷. Fureberukan. (2018.7). ISBN 978-4-577-04666-1. OCLC 1050230892
13. ↑   Sakana no machi = Communities of fishes : DVDbukku. v.1., 東海大学出版会, (2003), ISBN 4-486-01620-3, OCLC 674243095 2022年2月16日閲覧。
14. ↑   Sakana no machi = Communities of fishes : DVDbukku. v.2., 東海大学出版会, (2003), ISBN 4-486-01621-1, OCLC 674243176 2022年2月16日閲覧。
15. ↑   Sakana no machi = Communities of fishes : DVDbukku. v.3., 東海大学出版会, (2003), ISBN 4-486-01622-X, OCLC 674243237 2022年2月16日閲覧。